# Dendrochilum vaginatum
Dendrochilum vaginatum är en orkidéart som beskrevs av Johannes Jacobus Smith. Dendrochilum vaginatum ingår i släktet Dendrochilum och familjen orkidéer. Inga underarter finns listade i Catalogue of Life.